# Une vie entre deux océans
Pour plus de détails, voir Fiche technique et Distribution.
Une vie entre deux océans (The Light Between Oceans) est un film dramatique américano-néo-zélandais réalisé par Derek Cianfrance, sorti en 2016.

## Synopsis
En Australie, quelques années après la fin de la Première Guerre mondiale, un gardien de phare et sa femme recueillent un enfant trouvé dans une barque amenée par l'océan. Cette dernière a perdu auparavant deux enfants en fausse couche. Cet enfant réveille son désir de maternité.
Mais il n'est pas d'eux. Elle supplie son mari gardien du phare de cacher ce secret et de dire que cet enfant est le leur. Il accepte par amour, en contradiction avec sa conscience. Conscience qui le tiraille et qui le mène à la vérité. Cet enfant a une mère sur le continent.
Le mensonge est insupportable. Aussi grand que l'amour qu'il porte à sa femme.

## Fiche technique
Sauf indication contraire, les informations mentionnées dans cette section peuvent être confirmées par les bases de données cinématographiques IMDb et Allociné,  présentes dans la section « Liens externes ».
- Titre original : The Light Between Oceans
- Titre français : Une vie entre deux océans
- Réalisation : Derek Cianfrance
- Scénario : Derek Cianfrance, d’après le roman de M.L. Stedman
- Musique : Alexandre Desplat
- Direction artistique : Sophie Nash
- Décors : Karen Murphy
- Costumes : Erin Benach
- Photographie : Adam Arkapaw
- Son : Richard Flynn, Jacob Ribicoff, Tony Volante
- Montage : Jim Helton et Ron Patane
- Production : Jeffrey Clifford et David Heyman[1]
  - Production déléguée : Rosie Alison, Tom Karnowski, Jonathan King et Jeff Skoll
  - Coproduction : Holly Bario
- Sociétés de production :
  - États-Unis : Dreamworks Pictures, Participant, Touchstone Pictures
  - Nouvelle-Zélande : Film Otago Southland, LBO Productions, New Zealand Film Commission
  - Inde : Reliance Entertainment
  - Australie : Lotterywest, Screen Australia, Screen Tasmania et ScreenWest
  - Royaume-Uni : Heyday Films
  - Taïwan : CMC Entertainment
- Sociétés de distribution : Walt Disney Studios Motion Pictures (États-Unis, Canada) ; Hopscotch Entertainment (Nouvelle-Zélande) ; Reliance Distribution (Inde) ; Hopscotch Films (Australie) ; Entertainment One (Royaume-Uni) ; Vie Vision Pictures (Taïwan) ; Metropolitan Filmexport (France) ; Starway Film Distribution (Belgique) ; Ascot Elite Entertainment Group (Suisse romande)
- Budget : 20 millions USD[2],[3]
- Pays de production :  États-Unis,  Nouvelle-Zélande[4],[N 1]
- Langue originale : Anglais
- Format : couleur — Codex ARRIRAW — 2,35:1 (Panavision) — son Dolby Digital
- Genre : drame, romance
- Durée : 133 minutes
- Dates de sortie[5] :
  - États-Unis, Canada : 2 septembre 2016[6]
  - France, Suisse romande : 5 octobre 2016[7],[8]
  - Taïwan : 7 octobre 2016
  - Royaume-Uni : 1er novembre 2016
  - Australie : 3 novembre 2016
  - Belgique : 9 novembre 2016[9]
- Classification[10] :
  - États-Unis : accord parental recommandé, film déconseillé aux moins de 13 ans (PG-13 - Parents Strongly Cautioned)[N 2]
  - Nouvelle-Zélande : mature (M)
  - Royaume-Uni : les enfants de moins de 12 ans doivent être accompagnés d'un adulte (12A - Suitable for 12 years and over)
  - Australie : recommandé pour les personnes de plus de 15 ans (M - Mature)
  - France : tous publics[11]
  - Belgique : tous publics (Alle Leeftijden)[9]
  - Suisse romande : interdit aux moins de 12 ans[12]
  - Québec : tous publics (G - General Rating)

## Distribution
- Michael Fassbender (VF : Jean-Pierre Michaël) : Tom Sherbourne
- Alicia Vikander (VF : Anna Sigalevitch) : Isabel Sherbourne
- Rachel Weisz (VF : Déborah Perret) : Hannah Roennfeldt
- Anthony Hayes : Vernon Knuckey
- Caren Pistorius : Lucy-Grace Rutherford
- Leon Ford (en) : Frank Roennfeldt
- Jack Thompson : Ralph Addicott
- Elizabeth Hawthorne (VF : Marie-Martine) : Mme Hasluck
- Bryan Brown : (VF : Hervé Bellon) Septimus Potts

 Source et légende : version française (VF) sur RS Doublage

## Box Office
- France : 79 428 entrées[14]

## Distinctions

### Récompenses

#### 2017
- CinEuphoria Awards : meilleure conception de costumes - compétition internationale pour Erin Benach
- Golden Trailer Awards : meilleure bande-annonce d'un film romantique

### Nominations

#### 2016
- Film by the Sea International Film Festival : prix du cinéma et de la littérature pour Derek Cianfrance
- Golden Trailer Awards : meilleure bande-annonce d'un film romantique
- Indiana Film Journalists Association :
  - Meilleure actrice pour Alicia Vikander
  - Meilleur acteur pour Michael Fassbender
  - Meilleure actrice dans un second rôle pour Rachel Weisz
- Mostra de Venise : Lion d'or du meilleur film pour Derek Cianfrance

#### 2017
- Central Ohio Film Critics Association : meilleure actrice dans un second rôle pour Rachel Weisz
- CinEuphoria Awards :
  - Meilleure actrice - Compétition internationale pour Alicia Vikander
  - Meilleur acteur - Compétition internationale pour Michael Fassbender
  - Meilleure actrice dans un second rôle - Compétition internationale pour Rachel Weisz
  - Meilleure photographie - Compétition internationale pour Adam Arkapaw
  - Meilleure direction artistique - Compétition internationale pour Karen Murphy et Sophie Nash
  - Meilleure musique originale - Compétition internationale pour Alexandre Desplat
- Evening Standard British Film Awards : meilleure actrice dans un second rôle pour Rachel Weisz
- Film by the Sea International Film Festival : The Pearl du meilleur long métrage pour Derek Cianfrance
- Golden Trailer Awards : 
  - Meilleur spot télévisé d’un film dramatique
  - Meilleur spot télévisé d’un film romantique
- International Film Music Critics Award (IFMCA) : meilleure musique originale pour un film dramatique
- Irish Film and Television Awards : meilleur acteur dans un rôle principal pour Michael Fassbender

### Sélection
- Mostra de Venise 2016 : longs métrages - compétition pour Derek Cianfrance

## Éditions en vidéo
En France, le film Une vie entre deux océans est sorti en DVD et Blu-ray le 6 février 2017,, puis en VOD le 1er octobre 2021.